# Далонега (Джорджія)
Далонега (англ. Dahlonega) — місто (англ. city) в США, в окрузі Лампкін штату Джорджія. Населення — 7537 осіб (2020).

## Географія
Далонега розташована за координатами 34°31′48″ пн. ш. 83°58′46″ зх. д. / 34.53000° пн. ш. 83.97944° зх. д. (34.529916, -83.979583).  За даними Бюро перепису населення США в 2010 році місто мало площу 22,39 км², з яких 22,25 км² — суходіл та 0,14 км² — водойми.

## Демографія
Згідно з переписом 2010 року, у місті мешкали 5242 особи в 1567 домогосподарствах у складі 824 родин. Густота населення становила 234 особи/км².  Було 1915 помешкань (86/км²).
Расовий склад населення:
| - 91,3 % — білих - 3,1 % — чорних або афроамериканців - 1,2 % — азіатів - 0,4 % — корінних американців - 0,2 % — вихідців з тихоокеанських островів - 2,0 % — осіб інших рас |

До двох чи більше рас належало 1,9 %. Частка іспаномовних становила 6,0 % від усіх жителів.
За віковим діапазоном населення розподілялося таким чином: 10,9 % — особи молодші 18 років, 76,1 % — особи у віці 18—64 років, 13,0 % — особи у віці 65 років та старші. Медіана віку мешканця становила 22,6 року. На 100 осіб жіночої статі у місті припадало 96,8 чоловіків;  на 100 жінок у віці від 18 років та старших — 95,2 чоловіків також старших 18 років.
Середній дохід на одне домашнє господарство  становив 55 461 долар США (медіана — 35 477), а середній дохід на одну сім'ю — 89 379 доларів (медіана — 66 391). Медіана доходів становила 25 776 доларів для чоловіків та 30 253 долари для жінок. За межею бідності перебувало 20,3 % осіб, у тому числі 0,0 % дітей у віці до 18 років та 17,4 % осіб у віці 65 років та старших.
Цивільне працевлаштоване населення становило 2848 осіб. Основні галузі зайнятості: роздрібна торгівля — 27,5 %, освіта, охорона здоров'я та соціальна допомога — 21,8 %, мистецтво, розваги та відпочинок — 13,2 %, науковці, спеціалісти, менеджери — 10,4 %.